# Malomo Ayodeji
Malomo Taofeek Ayodeji (Ibadan, 29 novembre 2003) è un calciatore nigeriano, centrocampista del Bylis Ballsh.

## Carriera

### Club
Il 16 agosto 2024 viene acquistato a titolo definitivo dalla squadra albanese del Bylis Ballsh.

## Statistiche

### Presenze e reti nei club
Statistiche aggiornate al 19 maggio 2025.
| Stagione              | Squadra               | Campionato            | Campionato | Campionato | Coppe nazionali | Coppe nazionali | Coppe nazionali | Coppe continentali | Coppe continentali | Coppe continentali | Altre coppe | Altre coppe | Altre coppe | Totale | Totale |
| Stagione              | Squadra               | Comp                  | Pres       | Reti       | Comp            | Pres            | Reti            | Comp               | Pres               | Reti               | Comp        | Pres        | Reti        | Pres   | Reti   |
| --------------------- | --------------------- | --------------------- | ---------- | ---------- | --------------- | --------------- | --------------- | ------------------ | ------------------ | ------------------ | ----------- | ----------- | ----------- | ------ | ------ |
| 2021-2022             | Shooting Stars        | NPL                   | 27         | 2          | CN              | 0               | 0               | -                  | -                  | -                  | -           | -           | -           | 27     | 2      |
| 2022-2023             | Shooting Stars        | NPL                   | 14         | 3          | CN              | 0               | 0               | -                  | -                  | -                  | -           | -           | -           | 14     | 3      |
| 2023-2024             | Shooting Stars        | NPL                   | 33         | 7          | CN              | 0               | 0               | -                  | -                  | -                  | -           | -           | -           | 33     | 7      |
| Totale Shooting Stars | Totale Shooting Stars | Totale Shooting Stars | 74         | 12         |                 | 0               | 0               |                    | -                  | -                  |             | -           | -           | 74     | 12     |
| 2024-2025             | Bylis Ballsh          | KS                    | 34         | 5          | CA              | 3               | 0               | -                  | -                  | -                  | -           | -           | -           | 37     | 5      |
| 2025-2026             | Bylis Ballsh          | KS                    | 0          | 0          | CA              | 0               | 0               | -                  | -                  | -                  | -           | -           | -           | 0      | 0      |
| Totale Bylis Ballsh   | Totale Bylis Ballsh   | Totale Bylis Ballsh   | 34         | 5          |                 | 3               | 0               |                    | -                  | -                  |             | -           | -           | 37     | 5      |
| Totale carriera       | Totale carriera       | Totale carriera       | 108        | 17         |                 | 3               | 0               |                    | -                  | -                  |             | -           | -           | 111    | 17     |